# Le Retour des Charlots
Pour plus de détails, voir Fiche technique et Distribution.
Le Retour des Charlots est un film français réalisé par Jean Sarrus, sorti en 1992.

## Synopsis
Antonio fait semblant de perdre la mémoire pour échapper à la colère de sa femme Amalia, qui l'a découvert en train de la tromper en charmante compagnie. Amalia demande alors aux Charlots de tout faire pour qu'Antonio retrouve ses esprits.

## Fiche technique
Sauf indication contraire, les informations mentionnées dans cette section peuvent être confirmées par la base de données cinématographiques IMDb,  présente dans la section « Liens externes ».
- Réalisation : Jean Sarrus
- Scénario : Jean Sarrus
- Production : Christian Ardan
- Photographie : Claude Bécognée
- Musique : Les Charlots et Patrick Ardan
- Sortie Cinéma : 17 juin 1992
- Sortie DVD : 20 octobre 2005 (Editeur ; One Plus One)

## Distribution
Sauf indication contraire, les informations mentionnées dans cette section peuvent être confirmées par la base de données cinématographiques IMDb,  présente dans la section « Liens externes ».
- Les Charlots :
  - Jean Sarrus : Jean
  - Gérard Filippelli : Phil
  - Richard Bonnot : Richard
- Luis Rego : Antonio Pereira
- Guy Montagné : l'adjudant Caussade
- Jango Edwards : le chef des Black Machine
- Jezabelle Amato : Amalia, la femme d'Antonio
- Frédérique Lazarini : Riquita (la maîtresse d'Antonio)
- Laurent Hilling : Ray Vagabonde
- Gustave Parking : le médecin
- Jacques Arney : le gentleman
- Geneviève Omini : la femme de Phil
- Myriam Ducarroir : la belle-mère de Phil
- Sandra Nanchen : la soubrette chez Phil
- Jean-Noël Gayte : l'huissier

## Autour du film
L'absence de Gérard Rinaldi, leader charismatique du groupe, est pesante, et cruelle pour la bonne marche du film. Il avait fait savoir par son avocat qu'il ne participerait pas au projet.   
Jean Sarrus, acteur des Charlots, s'est mué en réalisateur pour ce film. Cela a été le "flop" de sa carrière comme il l'a avoué le 16 novembre 2012 dans l'émission des Grosses têtes sur la radio RTL. Ce film n'avait pas un gros budget et la bande des Charlots n'était donc pas au complet malgré le retour de Luis Rego. Il a aussi avoué que le remplaçant de Gérard Rinaldi dans le groupe, Richard Bonnot, était le seul spectateur présent à la présentation de ce film…
Pour certains historiens ou spécialistes du cinéma, comme Olivier Barrot, ce film met fin à la vague de « nanars », « navets », plus précisément de « nanars franchouillards », dont les sorties étaient fréquentes des années 1960 jusqu'au début des années 1990, un « genre » notamment représenté par les réalisations de Max Pécas, ou Mon curé chez les nudistes, Mon curé chez les Thaïlandaises, etc.
Ce film est boudé par les chaînes télévisées généralistes, même si Canal+ diffusa ce film dans ses programmations de 1993.